# 旧朝倉家住宅

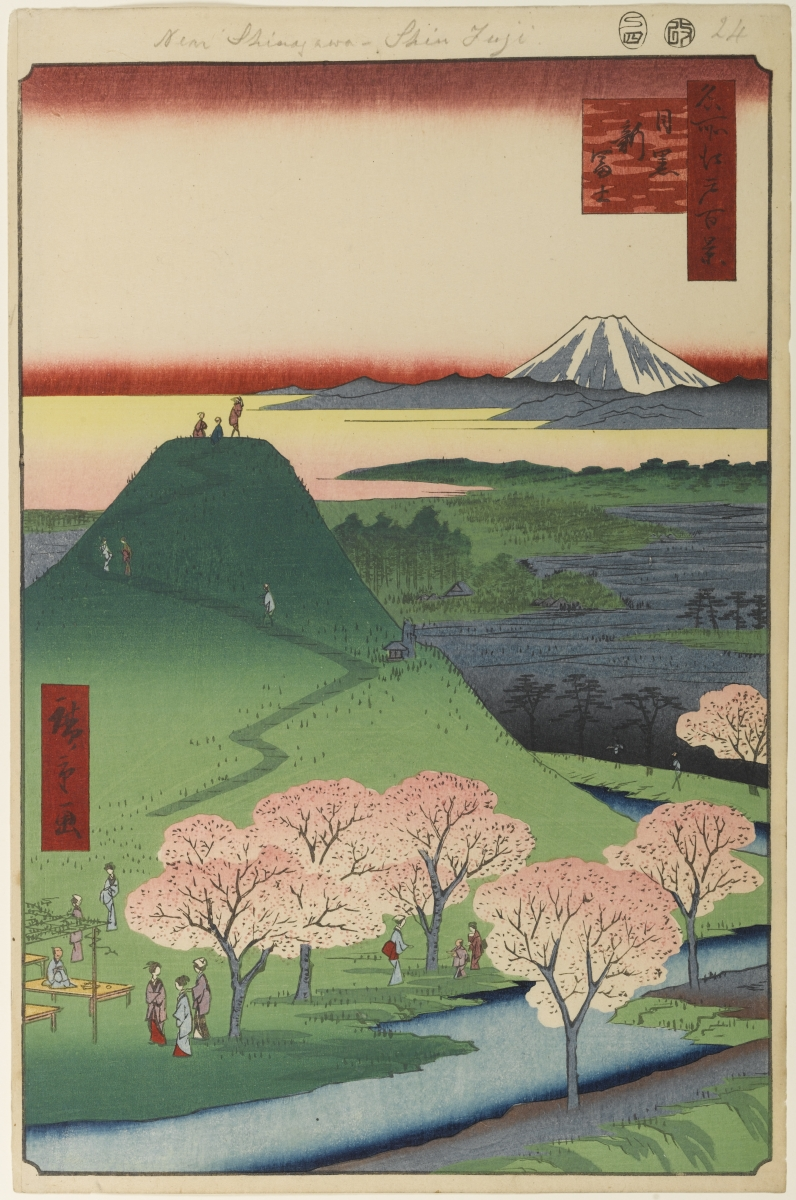
広重『名所江戸百景』より「目黒新富士」=現在の目黒区中目黒2丁目・別所坂上付近。上水・用水等は通常、標高を温存するため尾根筋を選んで開削されるが、とくにこの付近の三田用水は“崖の上を縫って流れる”ような形だった（画中右下の崖に注目）。 ※なお、用水や崖の向きから言えばこの絵は南東を望んでおり、背後に富士山をもってきたのは広重の脚色である。

旧朝倉家住宅（きゅうあさくらけじゅうたく）は、東京都渋谷区猿楽町に所在する歴史的建造物（古民家）、国の重要文化財に指定されている。

## 概要
旧朝倉家住宅は、渋谷区猿楽町、台地が目黒川の谷に落ち込む南西斜面に、東京府議会議長や渋谷区議会議長を歴任した朝倉虎治郎によって、1919年（大正8年）に建てられた。大正期の木造2階建て住宅の趣のある主家と、回遊式庭園を見ることができる。現在の所有者は文部科学省である。
当住宅は、大正期に建てられた大規模な邸宅であり、東京都心部に所在する数少ない関東大震災以前の和風住宅である。関東大震災では土蔵は壊れたが、住宅は瓦一枚落ちず、被害が出なかった。建物は、主屋が敷地北側にあり、土蔵が西側に、車庫等の附属屋が東側にある配置となっている。主屋の外装材は、屋根が瓦葺き、外壁は下見板張り、部分的に漆喰塗りとなっており、明治時代から1955年（昭和30年）ごろまでに建設された大きな邸宅の特徴を顕著に表している。屋内は、床が殆どが畳敷と、接客と家族のための座敷が統一されているが、茶室等の機能の違う部屋の意匠には特徴がある。
主屋は敷地北寄りの中央に位置し、複雑な平面構成をもつ。主屋の主体部は南北棟・1階建の部分と、その西に接続する東西棟・2階建の部分からなる。1階建部分は東面中央に玄関が突出し、これを入ると左手（南）に12畳半の応接室、右手（北）に洋室がある。その西に接続する2階建部分は、1階に南北2列（各3室）、計6室の居室を設けていた。ただし、南列の3室は現在は間仕切りを廃して広い1室となっている。2階は西に15畳の座敷、東に12畳半の次の間があり、その東には廊下を挟んで茶室と水屋を設ける。15畳の座敷は床（とこ）、棚、付書院の座敷飾りを備え、天井は格天井とした格式の高い部屋である。主体部の南西側には「杉の間」と称する座敷部が接続する。主体部の西、座敷部の北には廊下で囲まれた中庭を設け、中庭の西には別棟の土蔵が建つ。「杉の間」は3室からなり、化粧材に杉材を用いている。その北西に接して茶室を設け、茶室の北の小室は大きな円窓を設けることから円窓の間という。円窓の間の北に接して先述の土蔵が建つ。このほか、主体部の北側に内玄関と台所、中庭の北側に家族室がそれぞれ突出する。

## 沿革
- 1841年（天保12年） - 朝倉徳次郎生れる
- 1869年（明治2年） - 朝倉米店開業
- 1871年（明治4年） - 杉浦虎治郎生れる[3]
- 1885年（明治18年） - 杉浦八郎生れる[3]
- 1897年（明治30年） - 杉浦虎治郎、朝倉家の養子となる
- 1903年（明治36年） - 杉浦八郎、朝倉家の養子となる
- 1904年（明治37年） - 朝倉虎治郎、渋谷町会議員となる、朝倉誠一郎生れる[3]
- 1915年（大正4年） - 虎治郎、東京府会議員となる
- 1918年（大正7年） - 自邸（現・渋谷会議所）建設
- 1930年（昭和5年） - 誠一郎、馬島ヒサと結婚
- 1931年（昭和6年） - 朝倉徳道生れる[3]
- 1932年（昭和7年） - 虎治郎、東京府会議長となる
- 1933年（昭和8年） - 疑獄事件で虎治郎と八郎召還、虎治郎政界引退
- 1936年（昭和11年） - （資）猿楽興行（朝倉不動産前身）設立
- 1941年（昭和16年） - 朝倉健吾生れる
- 1943年（昭和18年） - 朝倉精米所廃業
- 1944年（昭和19年） - 虎治郎逝去
- 1947年（昭和22年） - 相続税の支払として自邸売却
- 1950年（昭和25年） - 八郎逝去
- 1960年（昭和35年） - 徳道、村野美子と結婚
- 1967年（昭和42年） - 朝倉家と槇文彦との出会い、「代官山集合住居計画」開始、（株）朝倉商会設立
- 1969年（昭和44年） - ヒルサイドテラスA・B棟完成
- 1970年（昭和45年） - 健吾、山口玲子と結婚
- 1973年（昭和48年） - ヒルサイドテラスC棟完成、朝倉不動産（株）設立
- 1977年（昭和52年） - ヒルサイドテラスD・E棟完成、誠一郎逝去
- 1985年（昭和60年） - アネックス完成
- 1987年（昭和62年） - ヒルサイドプラザ完成
- 1992年（平成4年） - ヒルサイドテラスF・G棟完成
- 1998年（平成10年） - ヒルサイドウエスト竣工[4]。

## 保存
現在の旧朝倉家住宅用地は、ヒルサイドテラスに隣接している。もともと、ヒルサイドテラスの用地は朝倉家の用地であったが、大正期の和風住宅の保存を望む同家の家族と建築家の槇文彦によって、朝倉家住宅の保存とその周辺の街づくりが行われた。

## 庭園
高低のある回遊式庭園で、添景物である石灯篭等が多く配置され、四季の花も見られ春はツツジ、秋は紅葉等を見る事ができる。

## 建築概要
- 所在地 - 東京都渋谷区猿楽町29番20号
- 敷地 - 5,419.81 m2
- 建築竣工年 - 1919年（大正8年）
- 建物構造
  - 主屋 - 建築面積573.76 m2、木造、一部2階建、桟瓦葺
  - 土蔵 - 建築面積29.03 m2、鉄筋コンクリート造及び木造、2階建、桟瓦葺
- 施工者 - 秋元政太郎（大工棟梁）
- 所有者 - 日本国（文部科学省）
- 文化財 - 国の重要文化財、2005年（平成17年）12月27日指定。指定対象は以下のとおり（土地を含めての指定）。[5]
  - 旧朝倉家住宅 2棟　
    - 主屋（附：棟札1枚）
    - 土蔵
    - 附：庭門1棟、附属屋1棟
    - 土地5,419.81 m2 渋谷区猿楽町38番の7、同8、目黒区上目黒一丁目80番の1 地域内の燈籠、石組を含む

## 公開状況
- 休館日 - 月曜日、祝日の場合は翌平日、年末年始の12月29日 - 1月3日
- 開館時間 - 午前10時 - 午後4時30分、ただし3 - 10月は午後6時まで
  - 入館は午後4時（3 - 10月は午後5時30分まで）まで
- 観覧料 - 一般100円、小中学生50円、年間観覧料500円
  - 団体10人以上、一般80円、小中高生40円
  - 60歳以上の人、障害のある人と付添い人は無料

## 交通
鉄道
 • 東急東横線 - 代官山駅、下車徒歩約5分
路線バス
 • ハチ公バス - 夕やけこやけルート、代官山駅、下車徒歩約5分
 • 東急トランセ - ヒルサイドテラス停留所、下車徒歩約3分
駐車場
 • 駐車場はなく車での来場は不可

## ギャラリー
- 公道から入口を見る（2015年5月撮影）
- 庭園から主屋を見る（2015年5月撮影）
- 同左、（2015年5月撮影）
- 同左、（2015年5月撮影）
- 庭園から土蔵を見る（2015年5月撮影）
- 同左、（2015年5月撮影）
- 主屋の和室（2015年5月撮影）
- 母屋の中庭（2015年5月撮影）
- 母屋から庭園を見る（2015年5月撮影）
- 母屋の大広間（2015年5月撮影）
- 母屋から庭園を見る（2015年5月撮影）
- 玄関右にある洋間（2015年5月撮影）

## 関連文献
- 人事興信所編『人事興信録 第13版 上』人事興信所、1941年（昭和16年）
- 有田啓識著『朝倉虎治郎翁事績概要』東京朝報社、1935年（昭和10年）
- 林陸朗・佐藤昇・櫻井勇共著『渋谷区の歴史』名著出版、1978年（昭和53年）
- 朝倉不動産（株）『HILLSIDE TERRACE 25』1992年（平成4年）
- 通産企画調査会『日本の文化財 写真資料 建造物 下』日本図書センター、1987年（昭和62年）刊復刻版、2008年（平成20年）
- 佐藤嘉之著『都市公園』 - 国立国会図書館デジタルコレクション - 「整備 重要文化財 旧朝倉家住宅とその庭の保存」東京都公園協会、2010年（平成22年）3月
- 鈴木博之著『保存言論-日本の伝統建築を守る-』澤崎明治、市ヶ谷出版社、2013年（平成25年）5月30日